# Luigi Cevenini
Luigi Cevenini (* 13. März 1895 in Mailand; † 23. Juli 1968 in Masano di Villa Guardia) war ein italienischer Fußballspieler und -trainer.
Er wurde auch Cevenini III genannt, da er der dritte von fünf Brüdern aus einer der größten Fußballer-Dynastien Italiens war. Während seiner aktiven Zeit war Cevenini auch Zizì bekannt und spielte als linker Außenläufer.

## Karriere
Luigi Cevenini verbrachte die meiste Zeit seiner Karriere bei Inter Mailand, für die er mit einigen Unterbrechungen von 1912 bis 1927 spielte. Obwohl der Erste Weltkrieg den Beginn seiner Karriere verzögerte, schaffte er den Durchbruch. Bereits am 31. Januar 1915 hatte Cevenini beim 3:1 gegen die Schweiz im Alter von nur 19 Jahren in der Nationalmannschaft debütiert und auch sofort sein erstes Tor für die Squadra Azzurra erzielt.
In der Saison 1919/20 konnte Cevenini mit Inter die erste nach dem Krieg ausgetragene Meisterschaft gewinnen, er steuerte dabei 23 Tore in 21 Spielen zum Titelgewinn bei. In der folgenden Saison traf er in 19 Spielen sogar 31-mal, schied aber trotzdem mit seiner Mannschaft schon relativ früh aus der Meisterschaft aus, die damals noch in mehreren Gruppenphasen ausgetragen wurde.
In der Saison 1921/22 lief Cevenini für US Novese in der Meisterschaft der FIGC auf, während Inter sich an der Liga des rivalisierenden Verbandes CCI beteiligte, aber dort nur den letzten Platz in seiner Gruppe belegen konnte. Novese hingegen, konnte mit Luigi Cevenini und dessen beiden älteren Brüdern Aldo und Mario im Team den Titel der FIGC gewinnen.
Danach kehrte er zu Inter Mailand zurück, konnte aber mit seiner Torausbeute nicht mehr an seine in der Vergangenheit gezeigten Leistungen anknüpfen. Insgesamt absolvierte Cevenini 190 Partien für Internazionale Mailand und schoss dabei 156 Tore.
Zur Saison 1927/28 wechselte Cevenini zur damals aufstrebenden Mannschaft von Juventus Turin, für die er bis 1930 spielte. Bei Juve war er anfangs Stammspieler und erzielte auch wieder viele Tore. Im Jahr 1929 zog er sich nach 29 Partien und elf Toren aus der Nationalmannschaft zurück. Nach der Spielzeit 1929/30, der allerersten Serie-A-Saison, in der er keine Stammspieler mehr war, wechselte er zu US Messinese. In Turin absolvierte er 67 Spiele und traf dabei 21-mal.
In Messina arbeitete er als Spielertrainer in der dritthöchsten Spielklasse und führte den Verein, trotz seiner mittlerweile 37 Jahre, zum Aufstieg in die Serie B. Am Saisonende 1938/39 übernahm er die US Arezzo als Trainer und absolvierte dabei auch noch einmal, mittlerweile 44-jährig, vier Partien.
Für Inter Mailand schoss er in seiner Laufbahn 17 Tore im Derby gegen den AC Mailand, eine Ausbeute, die später nur noch von Giuseppe Meazza mit 20 Treffern übertroffen wurde. Sein Bruder Mario schaffte es für Milan auf 16 Tore im Derby della Madonnina. Bis heute hat es kein anderer Spieler geschafft, die Torausbeute dieses Trios zu erreichen.

## Erfolge
- Italienische Meisterschaft: 1919/20, 1921/22
- Europapokal der Nationalmannschaften: 1927–1930